# Odontosciara walkeri
Odontosciara walkeri är en tvåvingeart som först beskrevs av Rubsaamen 1894.  Odontosciara walkeri ingår i släktet Odontosciara och familjen sorgmyggor. Inga underarter finns listade i Catalogue of Life.